# Antony Hoffman
Pour les articles homonymes, voir Hoffman.
Antony Hoffman est un réalisateur, scénariste et journaliste sud-africain.

## Filmographie

### Cinéma
- 2000 : Planète rouge (Red Planet)
- 2014 : Huracán Project (court)